# Norum, Västerbotten
Norum är en medeltida by i södra Robertsfors kommun. Bebyggelse finns på tre olika områden Norra Norum, Södra Norum och längst havsstranden.